# Lebiasina narinensis
Lebiasina narinensis is een straalvinnige vissensoort uit de familie van de slankzalmen (Lebiasinidae). De wetenschappelijke naam van de soort is voor het eerst geldig gepubliceerd in 2002 door Ardila Rodríguez.